# Pepsi Grand Slam 1978
Il Pepsi Grand Slam 1978 è stato un torneo di tennis giocato sulla terra verde. È stata la 3ª edizione del Pepsi Grand Slam, che fa parte del Colgate-Palmolive Grand Prix 1978. Il torneo si è giocato a Boca Raton negli Stati Uniti, dal 20 al 22 gennaio 1978.

## Campioni

### Singolare maschile
Björn Borg ha battuto in finale  Jimmy Connors con il punteggio di 7–6, 3–6, 6–1